# MG 08
La MG 08 (Maschinengewehr 08, «ametralladora 08» en alemán) fue la ametralladora pesada estándar del ejército alemán en la Primera Guerra Mundial y era una versión o copia casi directa de la Ametralladora Maxim original que Hiram Stevens Maxim inventó en 1884. Durante la guerra fue producida en un buen número de variantes. La MG 08 continuó en servicio hasta el inicio de la Segunda Guerra Mundial debido a la escasez de su sucesora, la MG34. Fue retirada como arma de primera línea hacia 1942.

## Historia

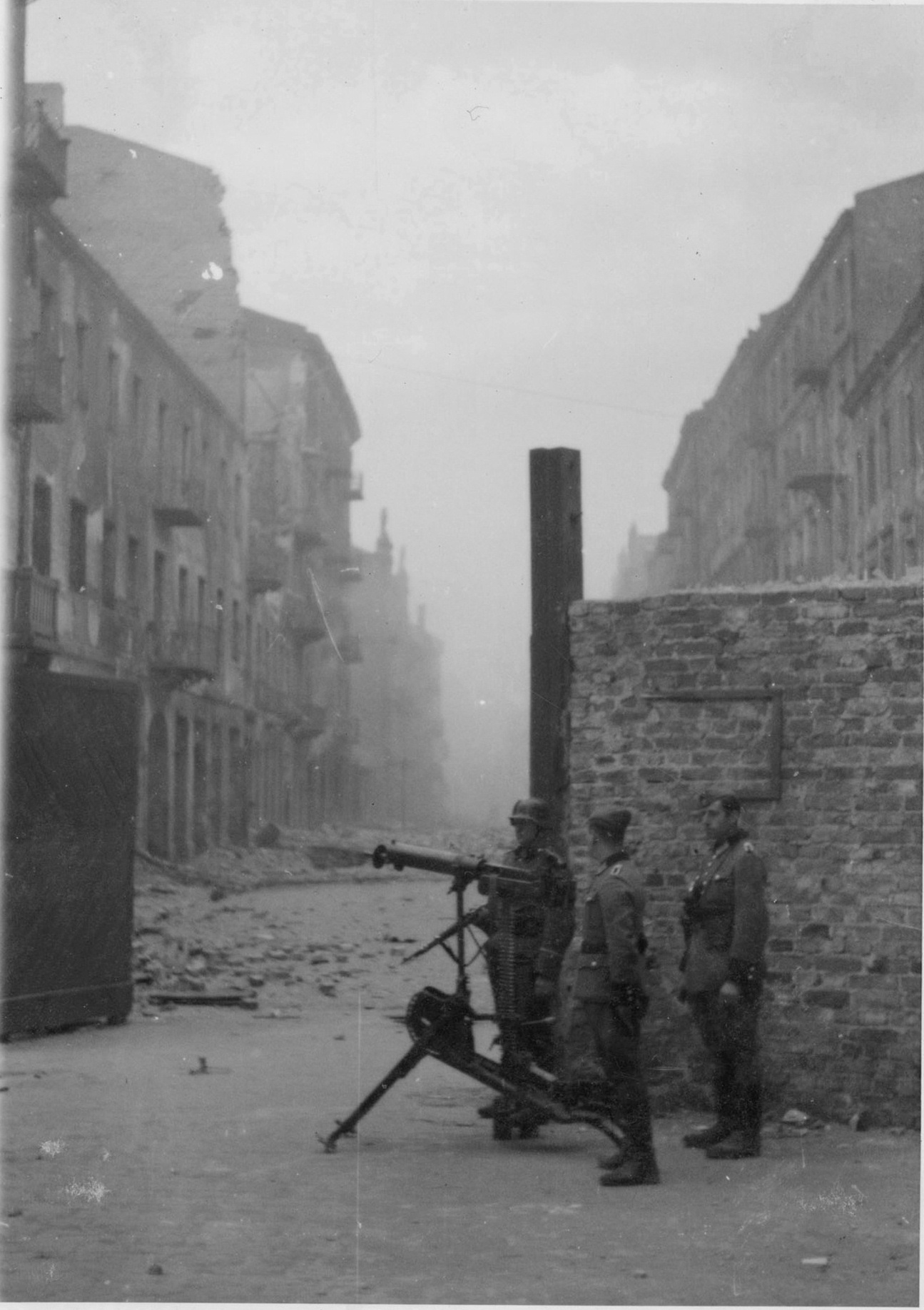
Centinelas alemanes con una MG 08 durante la Insurrección del Gueto de Varsovia en 1943.

En 1892 la firma alemana propiedad de Ludwig Loewe obtuvo la licencia de fabricación por siete años de la ametralladora diseñada por Hiram Maxim, comenzando su producción en 1894, año en que la Kaiserliche Marine adoptó el modelo Maxim MG en calibre 7,92 mm. La licencia expiró en 1899, y una nueva compañía derivada de la anterior, la Deutsche Waffen und Munitionsfabriken (DWM), reanudó la fabricación de esta arma como MG 99.
La Maschinengewehr 08 o más propiamente S.M.G. 08 (Schweres Maschinen Gewehr, ametralladora pesada 08), numerada así por haber sido adoptada en 1908, fue un desarrollo de la Maschinengewehr 01 fabricada bajo licencia. Fue fabricada por la DWM en Berlín y la Königliche Preußische Gewehrfabriquen en Spandau (de ahí la confusión que a veces se suscita por el nombre "Spandau" grabado en algunas). Podía alcanzar una cadencia de fuego de más de 400 disparos por minuto, empleando cintas de lona de 250 cartuchos calibre 7,92 mm, aunque el fuego continuo la podía sobrecalentar; era refrigerada mediante agua, empleando una camisa que rodeaba al cañón y que tenía capacidad para unos 4 litros.
La MG 08, al igual que la ametralladora Maxim, funciona mediante el retroceso del cañón y un cerrojo articulado; una vez amartillada y disparada, la MG 08 continuaba disparando hasta que el gatillo dejaba de ser presionado. Su alcance efectivo era de unos 2.000 m, con un alcance máximo de 3.700 m; iba montada sobre un afuste tipo "trineo" (Schlittenlafette), transportado entre posiciones tanto sobre carretas como sobre los hombros de los sirvientes a modo de camilla.
Cuando estalló la guerra en agosto de 1914, unas 12.000 ametralladoras MG 08 estaban disponibles para ser enviadas al frente; su producción en numerosas fábricas aumentó considerablemente durante la guerra; en 1914, se fabricaban unas 200 MG 08 al mes y para 1916, una vez que la ametralladora se estableció como una importante arma defensiva, su número se elevó a 3.000. Y un año más tarde, a 14.400 por mes.

## MG 08/15

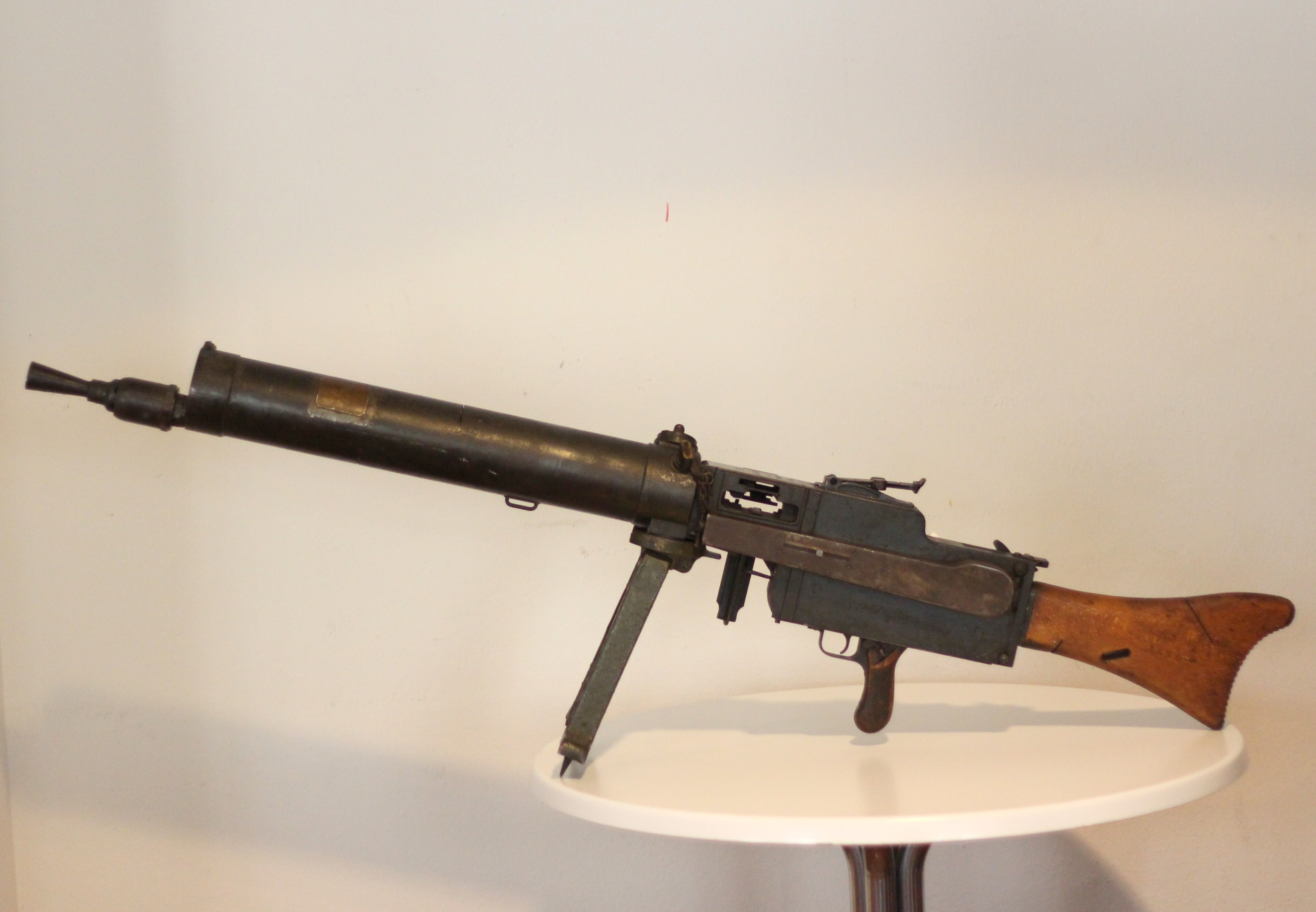
La MG 08/15 del Museo de Braunschweig.

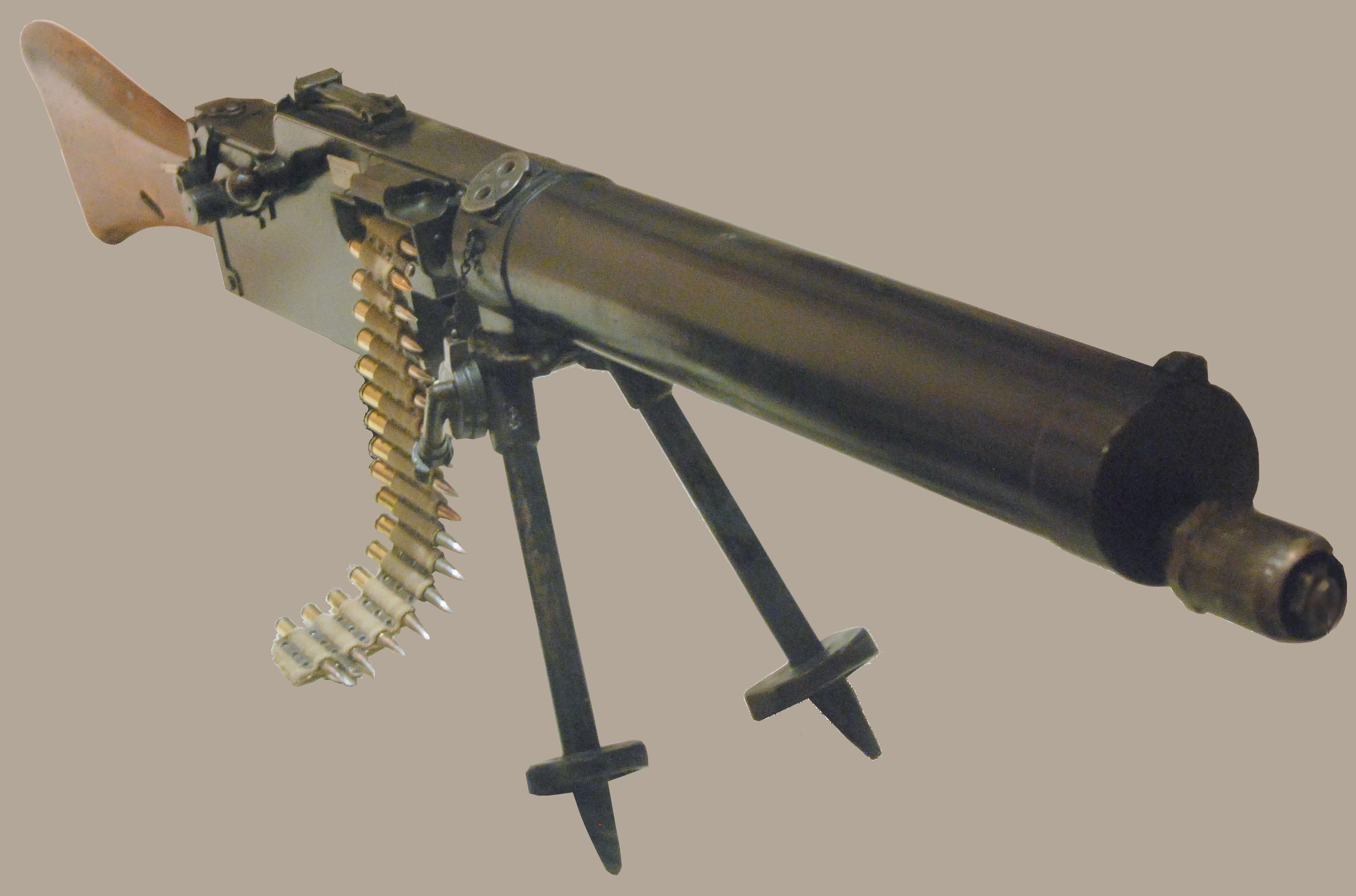
La MG 08/15 del Memorial de Verdún.

En 1915 fue probada como prototipo por un equipo de diseñadores de armas dirigido por el coronel Friedrich von Merkatz, una versión aligerada y más portátil de la MG 08: la MG 08/15. La MG 08/15 había sido diseñada para ser operada por cuatro servidores tumbados en el suelo alrededor del arma. Para lograr este propósito, la MG 08/15 llevaba un corto bípode en lugar del pesado afuste tipo "trineo", además de una culata de madera y un pistolete. Con sus 18 kg, la MG 08/15 era más ligera y menos voluminosa que la MG 08 estándar, ya que esta había sido diseñada para apoyar a la infantería con fuego automático y ser más sencilla de transportar. A pesar de esto, seguía siendo una gran ametralladora refrigerada mediante agua que necesitaba sirvientes muy bien entrenados para emplearla efectivamente. Era difícil de disparar con precisión, por lo que habitualmente solo se disparaban ráfagas cortas. Fue introducida en combate durante la ofensiva francesa del Chemin des Dames en abril de 1917, donde fue la causante del gran número de bajas entre los soldados franceses. Su despliegue en cantidades cada vez mayores con todos los regimientos de infantería de primera línea continuó en 1917 y durante las ofensivas alemanas de la primavera y el verano de 1918. La MG 08/15 se volvió la ametralladora alemana más empleada en la Primera Guerra Mundial (Dolf Goldsmith, 1989), ya que para 1918 cada compañía tenía 6 ametralladoras, lo que suponía 72 ametralladoras para cada regimiento. Para aquella fecha, había cuatro veces más ametralladoras ligeras MG 08/15 que ametralladoras pesadas MG 08 en cada regimiento de infantería. Para lograr este número, unas 130.000 ametralladoras MG 08/15 fueron fabricadas durante la Primera Guerra Mundial por los arsenales estatales de Spandau y Erfurt.     
Una versión refrigerada por aire y por lo tanto más ligera de la MG 08/15, denominada MG 08/18, fue probada en pequeñas cantidades en el frente durante los últimos meses de la guerra. El cañón de la MG 08/18 era más pesado, pero al no poder cambiarse con rapidez, el sobrecalentamiento era un problema inevitable. Solamente en la posterior ametralladora MG 34 se logró obtener esta indispensable característica. Finalmente, el término MG 08/15 acabó siendo empleado en el alemán coloquial bajo la forma 08/15 (pronunciado Null-acht-fünfzehn) para expresar algo estandarizado, nada especial o genérico.

## Versiones aéreas
La LMG (Luft Maschinen Gewehr) 08/15 (ametralladora aérea 08/15, en alemán), una versión aligerada y refrigerada por aire, fue desarrollada por el arsenal de Spandau como ametralladora fija para aviones y entró en producción en 1916. La LMG 08/15 solía instalarse en parejas, como ametralladoras fijas sincronizadas sobre el capó del avión y disparando a través de la hélice. La Parabellum MG 14 construida por la DWM era una ametralladora Maxim con un sistema modificado, más ligera (10 kg) y con una cadencia de fuego muy alta (900 disparos por minuto). 
Fue introducida en 1915, siendo empleada por primera vez como el armamento frontal sincronizado de los 5 prototipos del Fokker M.5 y el Fokker Eindecker y poco tiempo después sirvió como ametralladora sobre afuste flexible para el observador y la defensa posterior de los aviones. En las ametralladoras aéreas LMG 08/15 se habían descartado las culatas, los pistoletes y los bípodes de las MG08/15 de infantería. Además llevaban una camisa de refrigeración ranurada, que permitía el libre paso del aire alrededor del cañón que así lo enfriaba. Un aparato situado sobre la parte posterior del cajón de mecanismos de la LMG 08/15 indicaba al piloto la cantidad de munición que le quedaba. Una mejora significativa fue el mecanismo Klingstrom, que permitía al piloto amartillar y cargar la ametralladora desde la cabina con una sola mano. Sin olvidarnos del mecanismo sincronizador, un engranaje interruptor accionado por el motor del avión que permitía a la ametralladora disparar por entre las aspas de la hélice.

## Variante calibre 13,2 mm
Una variante calibrada para el mismo cartucho de 13,2 mm empleado por el fusil antitanque Mauser 1918 T-Gewehr, fue introducida en 1918 para su uso como arma antitanque y antiaérea con la designación MG 18 TuF (Tank und Flieger). Fue suministrada en cantidades limitadas y llegó demasiado tarde para combatir en la Primera Guerra Mundial.

## Variante china

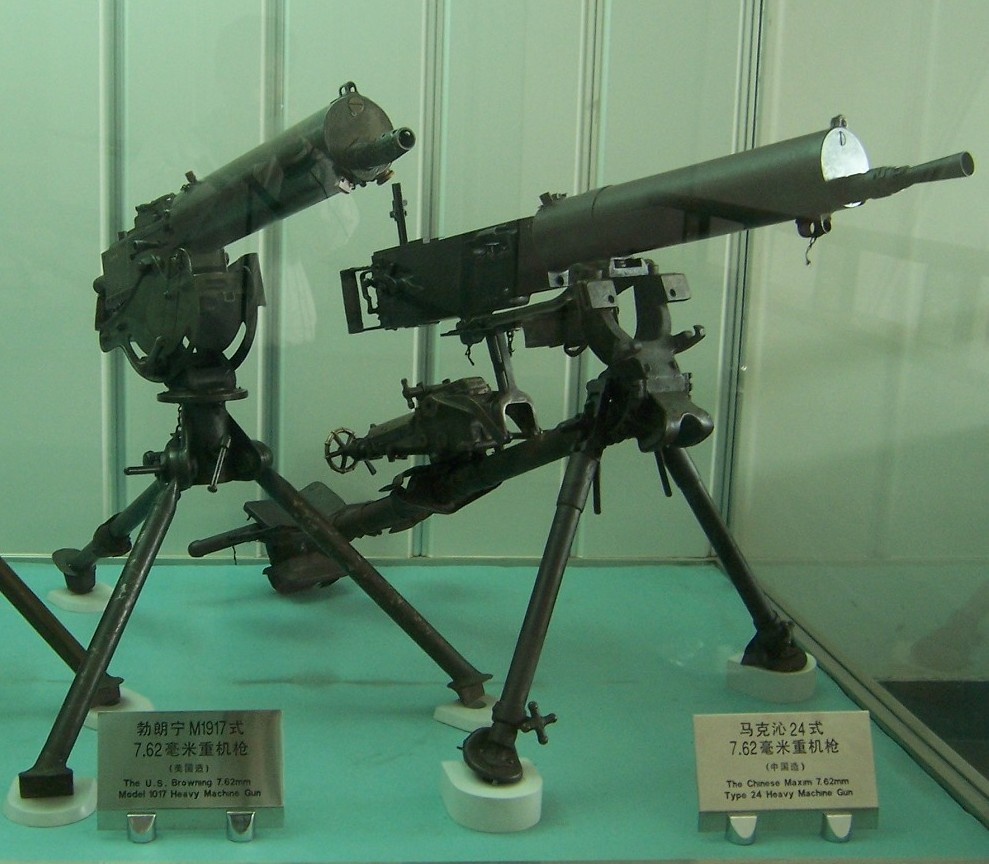
Una Browning M1917 (izquierda) y una Tipo 24 (derecha).

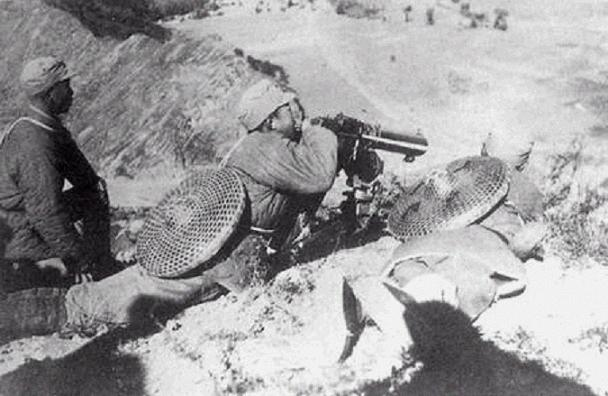
Soldados chinos del Octavo Ejército de Ruta disparan una ametralladora pesada Tipo 24 en una emboscada contra tropas japonesas en la Batalla de Pingxingguan.

Basándose en el modelo de exportación MG 09, los chinos empezaron a producir en 1935 la ametralladora pesada Tipo 24, que no solo seguía los planos del arma alemana e introdujo varias mejoras y nuevas características.
La Tipo 24 entró en servicio en 1935 con el Ejército Nacional Revolucionario, destinada a reemplazar a la MG 08 original. Fue la ametralladora pesada estándar de los Nacionalistas, los Comunistas y los caudillos a partir de dicho año. En general eran producidas en el Arsenal de Hanyang. Al igual que la MG 08, su dificultad para transportarla hizo que la Tipo 24 fuese gradualmente reemplazada por la Browning M1917 y otras ametralladoras en el Ejército Nacional Revolucionario después de la guerra civil china. La Maxim M1910 y la Goriunov SG-43 (o ametralladora Tipo 53/57) gradualmente reemplazaron a la Tipo 24 después de la guerra civil china, pero se mantuvo en servicio con el Ejército Popular de Liberación, el Ejército Popular Coreano y el Ejército Popular Norvietamita hasta la década de 1960 durante la guerra de Vietnam.
El trípode de la Tipo 24 se parece al de la MG 08. Esta ametralladora no puede montarse sobre afustes tipo trineo. Cuando es empleada contra la infantería enemiga, generalmente está equipada con un disco de boca. Cuando es empleada como ametralladora antiaérea, utiliza un tubo de metal para elevar el trípode y generalmente no lleva disco de boca. Su cajón de mecanismos es parecido al de la MG 08. Al igual que esta última, también necesita un equipo de cuatro sirvientes.
La Tipo 24 disparaba el cartucho 7,92 x 57 Mauser, que era el cartucho estándar de las Fuerzas Armadas de la República de China. Después de la guerra civil china, las milicias y unidades de reserva de la República Popular China recalibraron varias ametralladoras Tipo 24 para poder disparar el cartucho soviético 7,62 x 54 R. Estas fueron empleadas para entrenamiento, así como en películas, nunca entrando en servicio.

## Usuarios
- Imperio alemán[4]
- Imperio austrohúngaro[4]
- Alemania nazi[5]
- Argentina[4]
- Bélgica[5]
- Bulgaria[6]
- Chile[6]

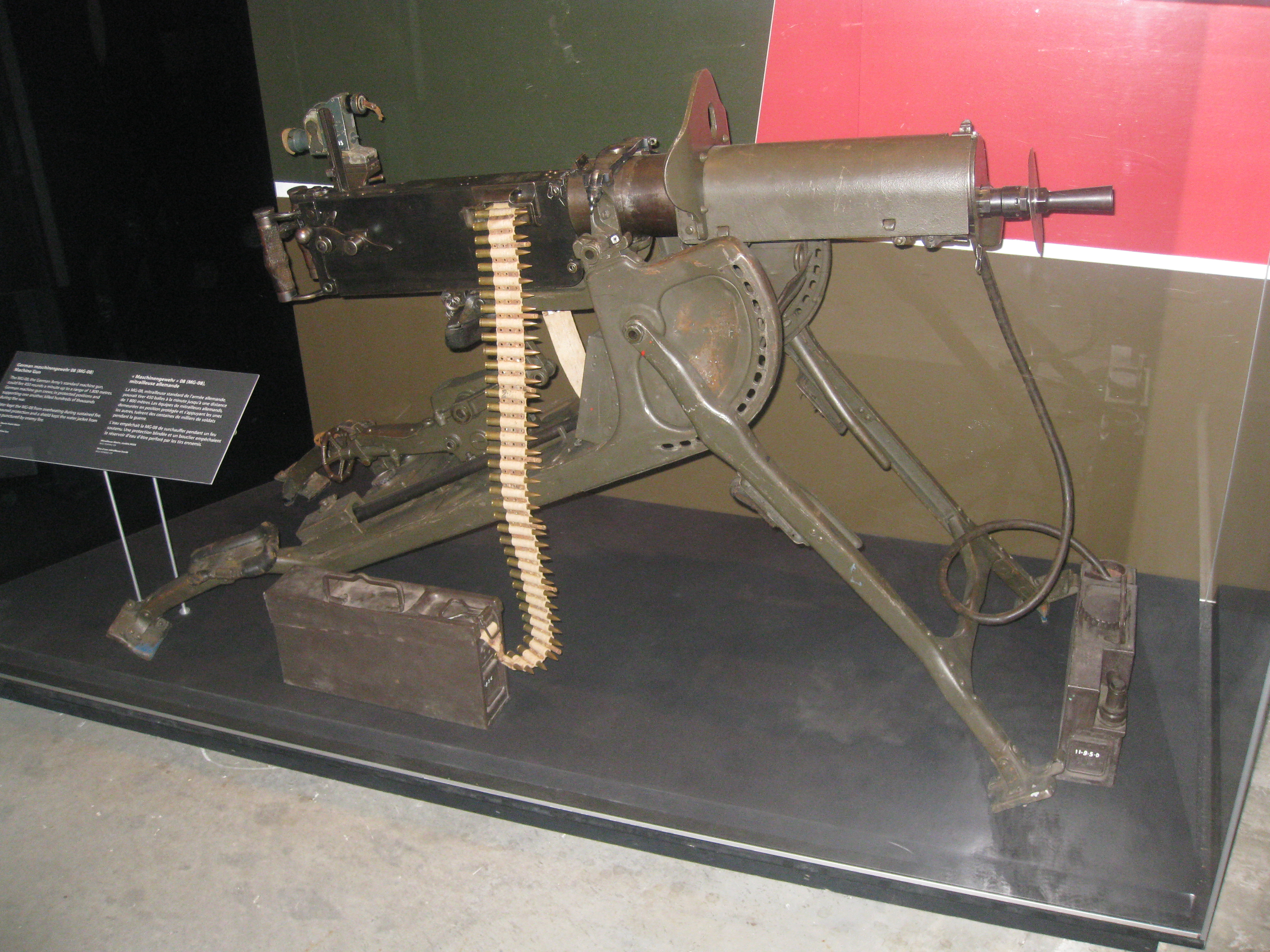
Una MG 08 en el Museo Canadiense de la Guerra.

- China: produjo bajo licencia la ametralladora Tipo 24.[7]
- Finlandia: empleó ametralladoras MG 08 y MG 08/15 en fechas tan tardías como la Guerra de Continuación.[8]
- Francia: capturó y empleó ametralladoras MG 08 y MG 08/15 durante la Primera Guerra Mundial, así como después.[9]
- Imperio ruso: empleó ametralladoras capturadas.[4]
- Indonesia: empleó ametralladoras chinas Tipo 24.[7]
- Lituania:[10] empleó unas 800 MG 08 (7,92 mm sunkusis kulkosvaidis 08 m.) y 520 MG 08/15 (7,92 mm lengvasis kulkosvaidis 08/15 m.). Algunas MG 08 fueron modernizadas para defensa antiaérea.
- Malasia: empleó ametralladoras chinas Tipo 24.[7]
- Manchukuo: empleó ametralladoras chinas Tipo 24.[11]
- Países Bajos: empleó ametralladoras MG 08 confiscadas a los alemanes al final de la Primera Guerra Mundial. Estas entraron en servicio en 1925 como armas antiaéreas ligeras, con la designación M.25.[12]
- Polonia: empleó entre 1918 y 1944 más de 5.964 MG 08 (ckm wz.08) y 7.775 MG 08/15 (lkm wz.08/15)[13]
- República de China: produjo bajo licencia la ametralladora Tipo 24.[14]
- Segunda República Española[15]
- Suiza[4]
- Vietnam del Norte: el Viet Minh empleó ametralladoras chinas Tipo 24 durante la guerra de Indochina,[16] al igual que el Viet Cong durante la guerra de Vietnam.[17]

### Entidades no estatales
- Partisanos yugoslavos[18]